# Dmitrij Chvostov
Dmitrij Grigor'evič Chvostov (in russo Дмитрий Григорьевич Хвостов?; Ivanovo, 21 agosto 1989) è un cestista russo.

## Carriera
Con la Russia ha disputato i Giochi olimpici di Londra 2012, i Campionati mondiali del 2010 e quattro edizioni dei Campionati europei (2011, 2013, 2015, 2017).

## Palmarès
- Eurocup: 1

Chimki: 2011-12
- Coppa di Russia: 2

Lokomotiv Kuban': 2017-18
Nižnij Novgorod: 2022-2023